# Ilhan Fakılı
Ilhan Fakılı (* 20. Januar 2006 in Saint-Priest-en-Jarez) ist ein französisch-türkischer Fußballspieler, der bei Clermont Foot in der Ligue 1 unter Vertrag steht.

## Karriere
Fakılı begann seine fußballerische Ausbildung im September 2011 bei Saint-Étienne UC Terrenoire. Nach einem Jahr wechselte er zum größten Verein der Stadt, der AS Saint-Étienne in die Jugendakademie. Im Sommer 2019 verließ er diese und schloss sich dem Andrézieux-Bouthéon FC an, für den er zwei Jahre spielte. Im Juli 2021 unterschrieb er schließlich bei Clermont Foot. Dort spielte er 2022/23 bereits für die U19-Mannschaft in der Liga und in der Coupe Gambardella, in der man das Finale gegen die AS Monaco verlor. Nachdem er anschließend bereits für die zweite Mannschaft in der National 3 gespielt hatte, unterschrieb er Ende März 2024 seinen ersten Profivertrag bei dem Verein. Am 4. Mai 2024 (32. Spieltag) folgte daraufhin sein Profidebüt in der Ligue 1, als er gegen die AS Monaco eine halbe Stunde vor Spielende eingewechselt wurde.

## Familie
Fakılıs Bruder Kenan ist ebenfalls Profifußballspieler und absolvierte bereits einige Partien in der 1. Lig und 2. Lig in der Türkei.

## Erfolge
Jugend
- Finalist der Coupe Gambardella: 2023